# Roman Broniš
Roman Broniš (Bánovce nad Bebravou, 17 de octubre de 1976) es un ciclista eslovaco.

## Palmarés
| 2000 - 2.º en el Campeonato de Eslovaquia en Ruta 2001 - 3.º en el Campeonato de Eslovaquia en Ruta 2002 - 1 etapa de la Vuelta a Arabia Saudí 2003 - 1 etapa del Gran Premio Ciclista de Gemenc - Gran Premio Bradlo - 3.º en el Campeonato de Eslovaquia en Ruta 2005 - 3.º en el Campeonato de Eslovaquia en Ruta 2006 - Puchar Uzdrowisk Karpackich - 1 etapa de la Vuelta a Marruecos | 2007 - Baltyk-Karkonosze Tour 2008 - 1 etapa del UAE International Emirates Post Tour - 4 etapas de la Vuelta a Libia - 2.º en el Campeonato de Eslovaquia en Ruta - 3.º en el Campeonato de Eslovaquia Contrarreloj 2009 - Campeonato de Eslovaquia Contrarreloj 2011 - 2.º en el Campeonato de Eslovaquia Contrarreloj 2016 - 3.º en el Campeonato de Eslovaquia Contrarreloj |